# Sidi Amrane
Sidi Amrane (în arabă سيدي عمران) este o comună din provincia El Oued, Algeria.
Populația comunei este de 21.772 de locuitori (2008).